# 鍬山神社
鍬山神社（くわやまじんじゃ）是位於京都府龜岡市上矢田町的神社，社格為式内社。建立於和銅2年（西元709年），相傳在太古時代，眾神開鑿保津峽引河水流入龜岡盆地，造出適宜人居的良田沃土，由於使用的鐵鍬堆積如山，因而有「鍬山」之名。鍬山神社有「鍬山宮」和「八幡宮」並存，前者主祭「大己貴命」(大國主命)，後者主祭「誉田別尊」(應神天皇)。目前為京都府登錄文化財。

## 外部連結
- 鍬山神社 （页面存档备份，存于）